# Virginie Cueff
Virginie Cueff (nascida em 18 de junho de 1988) é uma ciclista profissional francesa que representou França competindo em duas provas de ciclismo de pista nos Jogos Olímpicos de Verão de 2012 em Londres.